# Vänö kapell
Vänö kapell ligger på ön Vänö i Äbolands skärgård i sydvästra Finland. Det tillhör Hitis kapellförsamling i Kimitoöns församling inom Evangelisk-lutherska kyrkan i Finland. 

## Historia
Vänö kapell omnämns första gången 1680. Ur Kimito moderkyrkas inventarielängd framgår att en av mässärkarna givits till Vänö kapell. År 1688 begrovs en drunknad flicka på kapellets kyrkogård.
På en skifteskarta över Vänö by från 1795 är kapellplatsen märkt som "gammal kyrka". Idag är platsen förklarad som fornminnesplats av Museiverket. Ett enkelt järnkors markerar platsen och ankarkättingen kringgärdar troligen den gamla kapell- och begravningsplatsen. Enligt vänöbors uppgift torde den sista som begravts på kyrkogården vara mor Brita från Vänö Klints.
Storleken på kapellet var 5 x 5,5m och kyrkogården anlades i direkt anslutning till kapellet. På 1800-talet stod resterna av kapellet kvar, men antändes av våda när bonden på Vänö Bergs hemman brände enrisbuskar för att förbättra sin betesmark på "Kappalsudden".

## Kapellet
År 1974 beslöt Kimitoöns Rotaryklubb att uppföra ett nytt kapell. Arbetet utfördes 1975 av ett arbetsläger kallat Finlandia Camp -75. Hela 28 ungdomar från 11 olika länder deltog. Den 22 juli 1975 invigdes kapellet av biskop John Vikström i närvaro av 500 gäster. Samtidigt överlät Rotaryklubben kapellet som gåva till Hitis församling, numera Hitis kapellförsamling, som nu svarar för dess underhåll.

## Inventarier
- Altaret består av ett enkelt bordskåp med altarduk i grönt linne med symbolerna ankare och fiskar.
- Predikstolen är en stående stock. Maria och Kristusbarnet är avbildade på krucifixet.
- Det tremastade kyrkskeppet är gjort av Johannes Rousku.
- Ljuskronan är ritad av arkitekt Hans Nykvist.
- Dopfunten är gjord av Petiby-sten från Pargas.
- I början av 1970-talet bärgade privata dykare en galjonsbild från den engelska fregatten Alfred, som förliste 1854 väster om Vänö. Den konserverades av Sjöfartsmuseet och restaurerades på vänöbornas begäran till kapellet några år senare. Galjonsbilden föreställer troligen kung Alfred av England som regerade på 800-talet.[1]

## Utanför kapellet
Ankaret och ankarkättingen kring den gamla Kapellplatsen kommer från Sveaborg.